# Hudson Jet
La Jet è un'autovettura compact prodotta dalla Hudson dal 1953 al 1954.

## Storia
All'inizio degli anni cinquanta la Hudson decise di progettare un nuovo modello da collocare nella fascia di mercato delle vetture economiche. Le finanze, che erano limitate, non consentirono infatti la progettazione di un modello di grandi dimensioni con motori V8. La Hudson Jet, questo il nome del nuovo modello, era un modello economico relativamente spazioso, dotato di un comfort sufficiente, con bassi costi di manutenzione e fornito di un motore dai bassi consumi. Il modello a cui si ispirarono gli ingegneri Hudson per progettare la Jet fu la Fiat 1400 versione berlina. La Jet fu presentata al pubblico nel dicembre del 1952 a New York.

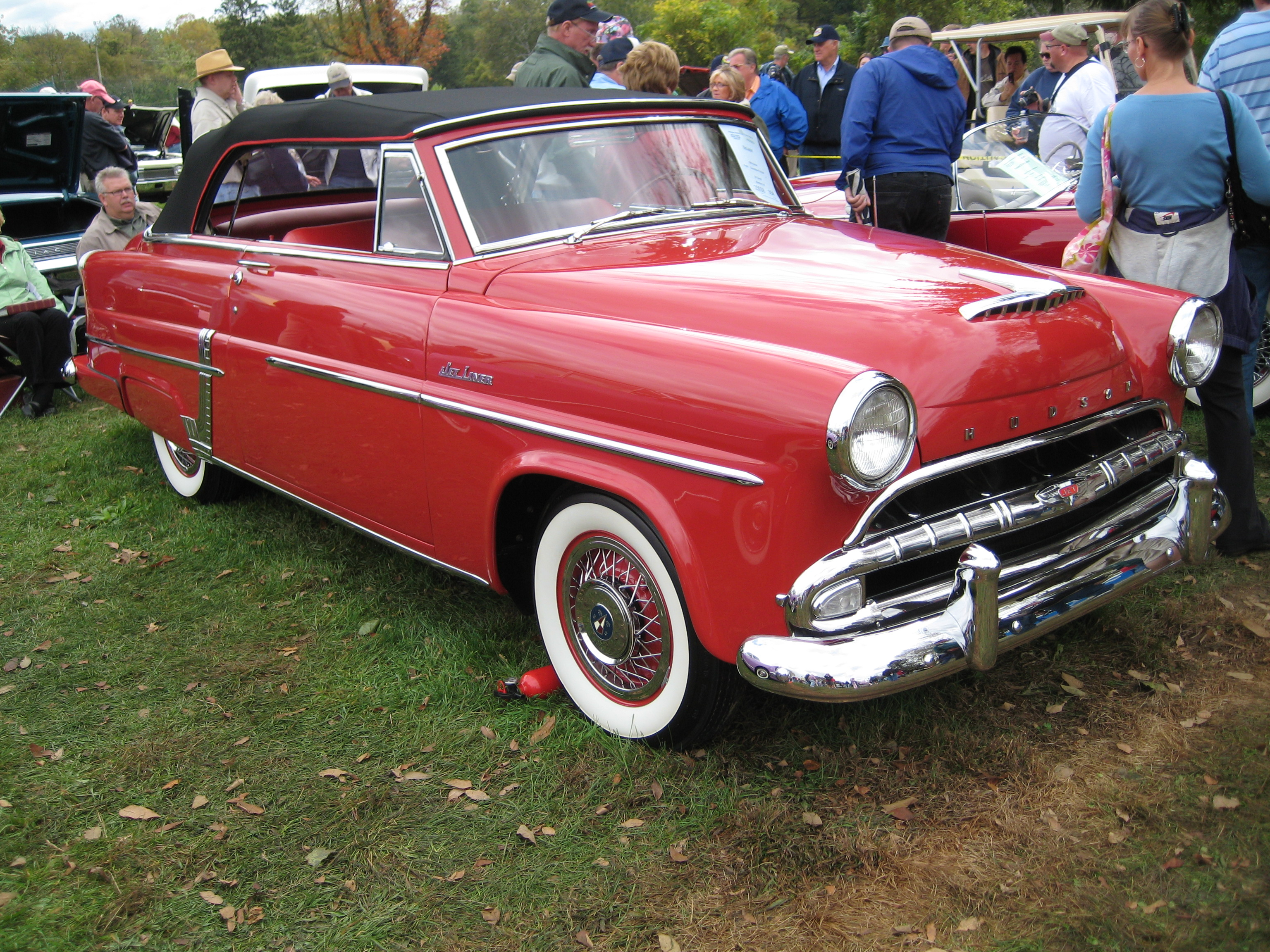
L'unico esemplare Hudson Jet cabriolet

Al momento del debutto, la Jet era offerta in due allestimenti, quello standard ed il Super Jet. Erano disponibili due tipi di carrozzeria, berlina a due e quattro porte. Nel 1954 ne fu realizzato un esemplare cabriolet, che non entrò mai in produzione di serie. La Jet fu in diretta concorrenza con la Henry J, la Nash Rambler, e la Willys Aero. In particolare, la Jet venne commercializzata solo in versione berlina, mentre la Nash Rambler fu disponibile anche in versione familiare, hardtop e cabriolet. Nel 1954 la Jet fu oggetto di un facelift.
La Jet venne dotata di un motore installato anteriormente a valvole laterali e sei cilindri in linea da 3,3 L di cilindrata che erogava 104 CV di potenza e 214 N•m di coppia. Era presente sui listini anche una versione con un rapporto di compressione di 8:1 che erogava 114 CV. Il cambio era manuale a tre rapporti (con o senza overdrive) oppure automatico a quattro marce. La trazione era posteriore.
La Jet era ben accessoriata. Il modello era infatti dotato di impianto di riscaldamento, sistema di aerazione, doppio clacson e posacenere. In particolare, la presenza dell'impianto di riscaldamento tra l'equipaggiamento standard fu una rarità: persino la Cadillac, che produceva modelli di alto livello, lo offriva tra gli optional. Da ciò conseguì che la Jet era in commercio ad un prezzo superiore a quello dei modelli base Chevrolet, Ford e Plymouth. Nel 1953 alcuni esemplari di Jet parteciparono alla Carrera Panamericana, piazzandosi al 41º, al 42º ed al 53º posto su un totale di 182 vetture partecipanti.
La Jet non ebbe però il successo sperato, dato che restò lontana dai volumi di vendita dei modelli Nash. In seguito a questo fallimento, la Hudson fu obbligata nel 1954 a fondersi con la Nash a formare la American Motors.